# Sel fondu

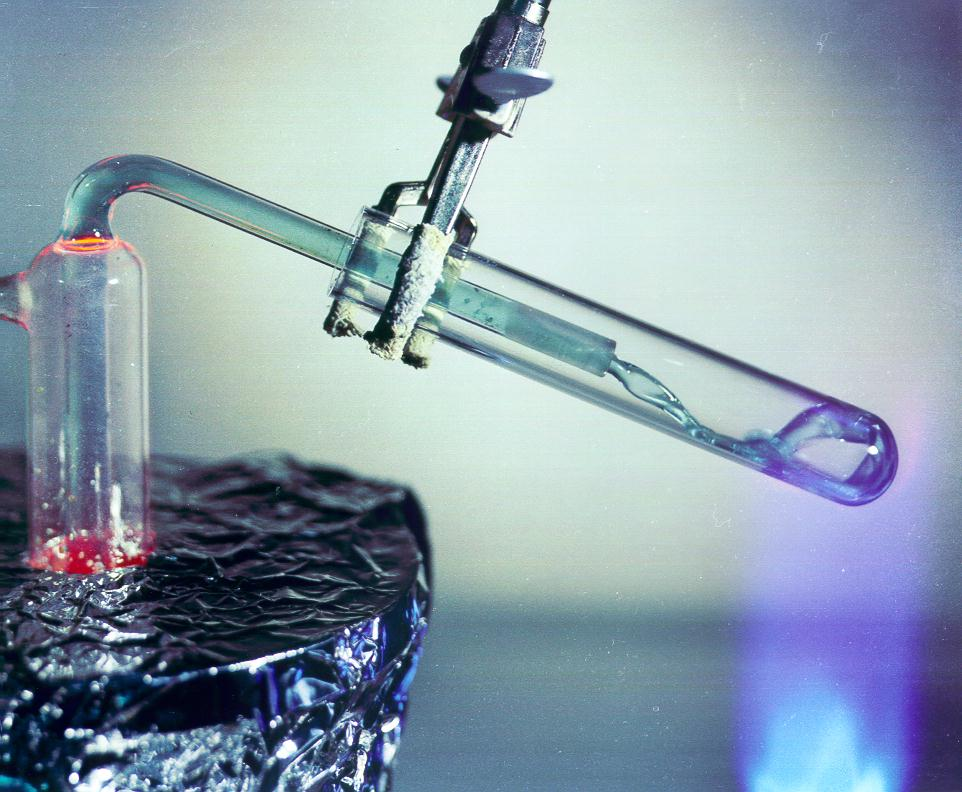
FLiBe fondu (2LiF-BeF2)

Un sel fondu fait référence à un sel en phase liquide tandis qu'il est normalement en phase solide dans les conditions normales de température et de pression (CNTP). Un sel qui est normalement liquide aux CNTP est généralement appelé un liquide ionique à température ambiante.

## Utilisations
Les sels fondus ont de multiples applications. Des mélanges de sels de chlorure fondus sont couramment utilisés comme bains de sel pour divers traitements thermiques d'alliages, tels le recuit et la trempe d'aciers. Des mélanges de sels de cyanure et de chlorure sont utilisés lors de processus de modification de surface d'alliages comme la cémentation et la nitrocarburation (en) de l'acier. La cryolite (fluorure double de sodium et d'aluminium, Na3AlF6) est utilisée comme solvant avec l'oxyde d'aluminium dans la production d'aluminium via le procédé Hall-Héroult. Les sels de fluorure, chlorure et hydroxyde peuvent être utilisés comme solvants dans le pyrotraitement du combustible nucléaire. Les sels fondus (fluorure, chlorure et nitrate) peuvent également être utilisés comme fluides caloporteurs ainsi que pour le stockage thermique.
Les sels fondus sont aussi utilisés pour la trempe chimique du verre.

## Sels fondus à température ambiante
Des sels fondus existent en phase liquide dans les conditions normales de température et de pression. Par exemple, le mélange de bromure N-éthylpyridinium et de chlorure d'aluminium a été le premier sel découvert en 1951.